# Elektronikus Periodika Archívum és Adatbázis
Az Elektronikus Periodika Archívum és Adatbázis (EPA) elektronikus időszaki kiadványokat kezelő archívum és forrás ill. lelőhely-nyilvántartó rendszer, melyet az Országos Széchényi Könyvtár (OSZK) E-könyvtári Szolgáltatások Osztálya tart fenn.

## Létrejötte
Az Elektronikus Periodika Archívum és Adatbázis (EPA) a Magyar Elektronikus Könyvtárból (MEK) nőtte ki magát, célja, hogy a magyar vonatkozású, elektronikusan elérhető időszaki kiadványokat kereshetővé tegye és archiválja. Előzményei egészen az 1990-es évek második feléig visszavezethetők, hiszen már akkor megtalálható volt a MEK-en belül egy „folyóirat olvasóterem”, amely egyfajta linkgyűjtemény volt, ahol kategóriákba sorolva tájékozódni lehetett az online elérhető folyóiratokról.
A Magyar Elektronikus Könyvtár munkatársai idővel ezt kevésnek tartották, hiszen felismerték, hogy „az elektronikus periodikumok hosszabb távon való szolgáltatása nem biztosított. Az ezeknek otthont adó kereskedelmi szerverek alkalmanként megszűnnek. A kezdeményezések sokszor egy-egy személyhez kötődnek, akinek távozása a szolgáltatás félbehagyását, leállását eredményezi.”  Ezért 2001-től kezdve együttműködési megállapodást kötöttek számos szerkesztőséggel, hogy az általuk kiadott elektronikus időszaki kiadványokat archiválhassák. Kezdetben a Magyar Elektronikus Könyvtár különgyűjteményeként volt elérhető az így begyűjtött tartalom, majd 2003-ban megindult az önálló szolgáltatásként működő Elektronikus Periodika Archívum és Adatbázis fejlesztése, melyhez technikailag a kiindulási alapot a MEK szolgáltatta. Az EPA végül 2004 nyarán vált elérhetővé a felhasználók számára, de az általános fejlesztése csak 2005-ben ért véget.

## Tartalma
Az EPA pontos gyűjtőköri definíciója a következők szerint határozza meg az állomány összetételét: „digitális formában hozzáférhető, részben vagy egészben teljes szöveggel olvasható, magyar nyelvű, tárgyú vagy kiadású, saját írásokat (is) közlő, azonosítható közreműködőkkel és archívummal rendelkező elektronikus folytatódó források.”

## Fejlődése
2004
- Az online folyóiratok mellett, csak az EPA-ban elérhető folyóiratokkal is bővült az archívum, melyek digitalizálásnak, illetve szerkesztőségek által küldött elektronikus munkaváltozatoknak köszönhetően kerülhettek be a gyűjteménybe
- Közvetlen együttműködés jött létre a miskolci központú MATARKA szolgáltatással, vagyis a magyar folyóiratok tartalomjegyzékeinek kereshető adatbázisával;
- Kereshető címek száma: 347 db; helyben archivált folyóiratok száma: 52 db; látogatás: 372.003 fő

2005
- Elérhetővé vált a tematikus és a részletes keresés;
- A tematikus böngészés közvetlenül kapcsolódik a MEK adatbázis tematikus böngészéséhez, így adott téma folyóiratai mellett egy kattintással elérhetővé váltak a MEK adott témájú dokumentumai is (és fordítva);
- Tárgyszavazásnál elkezdték alkalmazni az Országos Széchényi Könyvtár tezauruszát, a tárgyszavak frissítése visszamenőlegesen is megtörtént;
- Bekerült az OAI-PMH kompatibilitás, mely segítségével lekérdezhetők (arathatók) az EPA rekordjai, ennek köszönhetően azok elérhetővé váltak a Nemzeti Digitális Adattáron (NDA) keresztül is;
- Bekerült a szolgáltatáskínálatba az RSS, mely segítségével a felhasználók nem csak az új folyóiratokról, hanem az új folyóiratszámokról is azonnal értesülhetnek;
- Kereshető címek száma: 825 db; helyben archivált folyóiratok száma: 96 db; látogatás: 851.345 fő

2006
- Számos helyben digitalizált darabbal bővült az EPA állománya;
- Kereshető címek száma: 1001 db; helyben archivált folyóiratok száma: 136 db; látogatás: 2.076.870 fő

2007
- Akadálymentes felületen is elérhetővé vált a szolgáltatás;
- Az MEK NIIF tükörszerverén megkezdődött az EPA tükrözése is;
- Kereshető címek száma: 1271 db; helyben archivált folyóiratok száma: 164 db; látogatás: 3.711.091 fő

2008
- Teljes értékű szolgáltatásként elérhető lett a MEK NIIF tükörszerverén található másolat, melyben az adatok 1 napos lemaradással aktualizálódnak;
- Kereshető címek száma: 1459 db; helyben archivált folyóiratok száma: 204 db látogatás: 3.257.338 fő

2009
- Kereshető címek száma: 1604 db; helyben archivált folyóiratok száma: 253 db; látogatás: 3.214.267 fő

2010
- Egy, a Miskolci Egyetem könyvtára által elnyert TÁMOP pályázat keretében megkezdődött az EPA összekapcsolása MATARKA és a HUMANUS-al (Humántudományi Tanulmányok és Cikkek Adatbázisa).  Az összekapcsolás fő célja egy közös lekérdező felület létrehozása (EHM).
- Kereshető címek száma: 1826 db; helyben archivált folyóiratok száma: 294 db; látogatás: 3.427.636 fő

2012 elejére a kereshető címek száma átlépte a 2100-at, a helyben archivált folyóiratoké pedig a 360-at.

## Felülete
Az  EPA a felületét a Magyar Elektronikus Könyvtártól örökölte. Színvilágában más, illetve a keresési és böngészési lehetőségek igazodnak a periodikumok sajátosságaihoz. Böngészés itt nem csak téma szerint lehetséges, hanem a majdnem 2200 cím között betűrendben is. Egyszerű keresés esetén 4 leíró adatra lehet keresni: cím, évek (intervallum), téma, típus, ezen felül pedig lehetséges hozzáférési szint szerint szűkíteni (minden, archivált, távoli, offline) a találatokat. Az összetett keresés is hasonló a MEK-es megoldáshoz, de egy átdolgozott, átláthatóbb felülettel találjuk szembe magunkat, ahol lehetőség van már a találati lista megjelenésén is több paramétert állítani, és természetesen megjelentek itt is az EPA sajátosságok, mint például a periodicitásra vagy hozzáférésre való szűkítés lehetősége.
Ha megtaláltuk a keresett időszaki kiadványt, eljutunk annak saját, egységes EPA borítóoldalára, ahol minden rendelkezésre álló adatot elérhetünk, és láthatjuk a rendelkezésre álló évfolyamok listáját, melyek közül egyet kiválasztva listázhatjuk annak számait. Innen néhány kattintással juthatunk el a keresett folyóiratszámig, amennyiben az online elérhető (archivált vagy távoli hozzáférésű).